# بورس ایتالیا

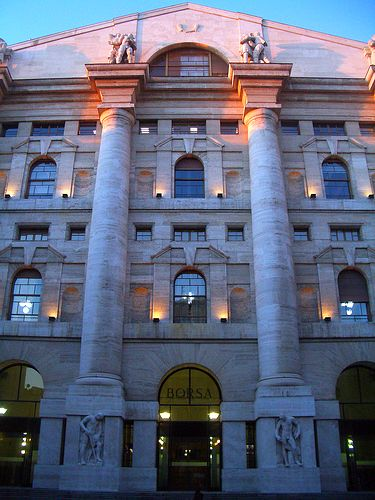
ساختمان مرکزی بازار بورس ایتالیا، میلان

بورس ایتالیا (به ایتالیایی: Borsa Italiana) یا بورسا ایتالیانا بازار بورس اوراق بهادار ایتالیا است، که دفتر مرکزی آن در ساختمان پالازو مزانوته شهر میلان، ایتالیا قرار دارد.
بورس ایتالیا در تاریخ ۱۶ ژانویه ۱۸۰۸ تأسیس شد. سال ۱۹۹۷ به بخش خصوصی واگذار گردید و از سال ۲۰۰۷ نیز بخشی از گروه بورس اوراق بهادار لندن می‌باشد. در سال ۲۰۰۵ شرکت‌های فهرست شده در بورس ایتالیا در مجموع ارزشی معادل ۸۹۰ میلیارد دلار را دارا بودند.